# خوان بوتيستا ألبيردي
خوان بوتيستا البيردي (29 أغسطس 1810 - 19 يونيو 1884) (بالإسبانية: Juan Bautista Alberdi)‏ هو كاتب وفيلسوف وعالم اجتماع وسياسي أرجنتيني. كان لكتابه «اسس التنظيم السياسي لاتحاد الأرجنتين» أثراً بالغاً على بناء دولة الأرجنتين والدستور الأرجنتيني. وله كتاب آخر بعنوان «جرائم الحرب»، دعا فيه إلى السلام.

## سيرته

### بداياته
ولد خوان بوتيستا ألبيردي في سان ميغيل دي توكومان، عاصمة مقاطعة توكومان في الأرجنتين، في 29 أغسطس 1810. كان والده سلفادور ألبيردي تاجرًا باسكيًّا إسبانيًّا، ووالدته جوزيفا أراوث إي بالديراما ولدت لعائلة أصلها إسباني. توفيت نتيجة ولادة ابنها خوان بوتيستا. ناصر سلفادور ألبيردي الوطنيين خلال حرب الاستقلال الأرجنتينية، وكانت له لقاءات مع الجنرال مانويل بيلغرانو خلال حملة البيرو الثانية العليا التي جرت أحداثها في توكومان والمناطق الشمالية في عام 1812 و1813. توفي والده أيضًا في عام 1822؛ وبما أنه كان لا يزال قاصرًا فقد أصبح أخواه فيليبي وترانسيتا الوصيين القانونيين عليه.
حصل على منحة لمدرسة العلوم الأخلاقية في بوينوس آيرس، إلى جانب مواطنه التوكوماني ماركو أفيلانيدا. درس إلى جانب فيسنتي فيدل لوبيز وإستيبان إتشيفيريا. لم يستطع تحمل الانضباط الكبير في المدرسة، وسرعان ما ترك دراساته مدعيًا المرض. أصبح مهتمًّا بالموسيقى، ولكنه فضل أن يتعلم ذاتيًّا بدل أن يتعلم الفن بالطريقة التقليدية. ألف أول كتبه في عام 1832، روح الموسيقى (بالإسبانية: El espíritu de la música). حصل على عمل مع خوان مالديز، صديق عائلته، وأكمل تعليمه غير الرسمي في الدراسات الأخرى الخاصة به. أكمل تعليمه الرسمي في عام 1831، وانتقل إلى جامعة قرطبة. عاد إلى مقاطعته لأجل تجارة العائلة، وكتب تقرير وصفي عن توكومان (بالإسبانية: Memoria descriptiva sobre Tucumán) على طلب من الحاكم أليخاندرو هيريديا. رفض طلب الحاكم منه بالبقاء في توكومان، وعاد إلى بوينوس آيرس.
كالعديد من الأرجنتينيين الآخرين البارزين في الحياة العامة في القرن التاسع عشر، كان من الماسونيين الأحرار.

### الحرب الأهلية
ما أن أصبح في بوينوس آيرس، كون ألبيردي صداقةً مع خوان ماريا غيتيريز وإستيبان إتشيفيريا. أسسوا معًا «جيل 37»، وهي مجموعة من المثقفين المتحررين كانوا يجتمعون في قاعة ماركوس ساستري للقراءة. انتقدوا كلًّا من الحزبين المشاركين في الحروب الأهلية الأرجنتينية، متهمين الفدراليين بشدة العنف والتوحيديين بعدم القدرة على الحكم. اعتقدوا أن الحزبين يجب أن ينهيا خلافاتهما وأن يعملا معًا. أجبر الحاكم «خوان مانويل دي روزاس» ماركوس ساستري على إغلاق قاعته. أسس ألبيردي حينها مجلة نسائية، «لا مودا» (أي الموضة)، وكان يكتب باسم مستعار هو «فيغاريلو». رغم توجه المجلة الواضح نحو الأزياء والموضة، إلا أنها شملت محتوىً سياسيًّا كذلك. كان ألبيردي قلقًا تجاه النظام القضائي في الأرجنتين كذلك، وكتب قطعة مبدئية عن دراسة القانون (بالإسبانية: Fragmento preliminar al estudio del derecho) للإشارة إلى المشاكل واقتراح الحلول. استمر أعضاء جيل 37 بالعمل كجمعية سرية، عرفت باسم «جمعية مايو» (إشارةً إلى ثورة مايو)، ولكن الحكومة اكتشفتها. هاجر معظم الأعضاء إلى بلدان أخرى؛ ومنهم ألبيردي الذي هاجر إلى الأوروغواي في عام 1838.
حصل في هذه المدينة على شهادة محامٍ: كان قد أنهى دراسته في بوينوس آيرس قبل ذلك، ولكنه رفض أداء القسم تحت حكم روزاس. اعتقد ألبيردي أن المشكلة الحقيقية في الأرجنتين لم تكن روزاس بحد ذاته، بل المجتمع الداعم له. نتيجةً لذلك، اعتقد أن جيب 37 يجب أن يفهم أسباب هذا الدعم الشعبي، وأن يتعلموا اجتذاب دعم مثله لأنفسهم. عمل في منشورات ضد روزاس، مثل «الصيحة الأرجنتينية» (بالإسبانية: El Grito Arjentino) و«الموت لروزاس» (بالإسبانية: Muera Rosas). كتب أيضًا مسرحيات: «ثورة مايو» (بالإسبانية: La Revolución de Mayo) و«الخشخاشات العملاقة» (بالإسبانية: El gigante Amapolas)، واسم هذه المسرحية الأخيرة تلاعب بالألفاظ مع كنية روزاس، إذ يمكن فهم كلمة روزاس بالإسبانية على أنها جمع الوردة «روزا – Rosa». عمل ألبيردي أيضًا سكرتيرًا لخوان لافال، الذي أقام حملة عسكرية ضد روزاس خلال الحصار الفرنسي لريو دي لا بلاتا، ولكنه تركه بسبب خلافات سياسية. حاصر مانويل أوريبي، وهو رئيس الأوروغواي المخلوع في الحرب الأهلية الأوروغوانية والمتحالف مع روزاس، مدينة مونتيفيديو في عام 1840، فغادر ألبيردي المدينة وانتقل إلى أوروبا، إلى جانب خوان ماريا غيتيريز.
اجتمع ألبيردي بجوزيه دي سان مارتين في باريس. كان عمر الأرجنتيني الذي كان جنرالًا في حرب الاستقلال يبلغ ستةً وستين عامًا في ذلك الوقت، مدح ألبيردي فيه تواضعه ونشاطه. عاد ألبيردي إلى الأمريكتين في عام 1843. حاول لقاء الرئيس الأرجنتيني السابق برناردينو ريفّادافّيا خلال إقامته القصيرة في ريو دي جانيرو، ولكنه لم يستطع. استقر في فّالبارايسو في تشيلي. جدد شهادته في المحاماة، وعمل محاميًا وصحفيًّا في نفس الوقت، وكتب من جديد تحت اسم «فيغاريلو» المستعار. درس دستور الولايات المتحدة، باحثًا عن أفكار قد تصلح للأرجنتين، وكتب «عن فوائد الكونغرس الأمريكي العام» (بالإسبانية: Sobre la conveniencia de un Congreso General Americano) في عام 1844. أسس جريدة إل كوميرسيو (أي: التجارة)، وكتب تقريرًا بعنوان «الجمهورية الأرجنتينية بعد 37 عامًا على ثورتها في مايو» (بالإسبانية: La República Argentina 37 años después de su Revolución de Mayo) في عام 1847، مناديًا لإنهاء النزاعات بين الأحزاب. هُزم روزاس أخيرًا من قبل جوستو جوزيه دي أوركيزا في عام 1852، في معركة كاسيروس.

## أعماله
- اسس التنظيم السياسي لاتحاد الأرجنتين.
- جرائم الحرب (كتبه متأثراً بحرب البارجواي 1864-1870).